# Albert Zweifel
Albert Zweifel (Rueti, 7 juni 1949) is een voormalig Zwitsers veldrijder. Zweifel was prof van 1973 tot 1989 en werd in die periode vijf maal wereldkampioen veldrijden (1976, 1977, 1978, 1979, 1986). Daarnaast werd hij ook negen maal Zwitsers kampioen veldrijden. Zweifel domineerde samen met zijn landgenoten Peter Frischknecht en Gilles Blaser het veldrijden eind jaren 70.

## Resultaten in voornaamste wedstrijden op de weg
| Jaar | Ronde van Italië | Ronde van Frankrijk | Ronde van Spanje |
| ---- | ---------------- | ------------------- | ---------------- |
| 1974 | 88e              |                     |                  |
| 1981 |                  | 109e                |                  |

Besnard · 
Botherel ·
De Cauwer · 
Dillen ·
Guillemot · 
Guyot · 
Hézard ·
Hubschmid ·
Magni ·
Mintkiewicz · 
Riotte ·
Roques ·
Savary · 
Tabak ·
Teirlinck ·
Tollet ·
Van Impe ·
Van Neste ·
Wilhelm ·
Zweifel